# チャルームプラキアット郡 (サラブリー県)
座標: 北緯14度36分41秒 東経100度54分31秒 / 北緯14.61139度 東経100.90861度
チャルームプラキアット郡（チャルームプラキアットぐん、タイ語: อำเภอเฉลิมพระเกียรติ ）はタイ中部・サラブリー県にある郡（アムプー）である。

## 名称
チャルームプラキアットとは「（王の）御威光の祝賀」と言う意味である。

## 歴史
1996年12月5日、ラーマ9世（プーミポンアドゥンラヤデート）の即位50周年を記念してムアンサラブリー郡から、タムボン・フワイボン、タムボン・バーンケン、タムボン・カオディンパッタナー、タムボン・プケー、タムボン・ナープララーンが分離して、設置された。この場所がチャルームプラキアット郡に選ばれたのはロイヤル・プロジェクトのチャイパッタナー基金によりワット・モンコンチャイパッタナーにて新しい理論が試行されたためである。

## 地理
パーサック川の支流の形成した平地に郡はある。主な水源はパーサック川および、ロイヤル・プロジェクトで建設された、フワイヒンカーオ貯水池である。
交通は南北に国道1号線（パホンヨーティン通り）が通っており、南にサラブリー方面、北にロッブリー方面とつながっている。国道21号線が北に延びており、ペッチャブーン方面に延びている。

## 経済
郡の経済は農業、商業、工業で成り立っている。主な農業生産品は、コメ、トウモロコシ、キャツサバなどである。また主な工業生産は、石材、精米などである。

## 行政区分
郡は6の町（タムボン）に分かれ、さらにその下位に51の村（ムーバーン）がある。自治体（テーサバーン）があり以下のようになっている。
- テーサバーンタムボン・ナープララーン・・・タムボン・ナープララーンの一部

また、郡内には6のタムボン行政体（オンカーンボーリハーンスワンタムボン）がある。
1. タムボン・カオディンパッタナー・・・ตำบลเขาดินพัฒนา
2. タムボン・バーンケン・・・ตำบลบ้านแก้ง
3. タムボン・プンルワン・・・ตำบลผึ้งรวง
4. タムボン・プケー・・・ตำบลพุแค
5. タムボン・フワイボン・・・ตำบลห้วยบง
6. タムボン・ナープララーン・・・ตำบลหน้าพระลาน